# Derck de Vilder
Derck de Vilder (Amsterdam, 23 november 1998) is een Nederlands hockeyer, die doorgaans speelt als middenvelder.

## Carrière
De Vilder speelde in zijn jeugd bij Pinoké. Hij maakte in mei 2018 op negentienjarige leeftijd de overstap naar Kampong. Met die club werd hij in seizoen 2023/2024 landskampioen.
In januari 2018 maakte De Vilder zijn debuut bij de Nederlandse hockeyploeg tijdens een oefenstage in het Australische Perth. Hij was onderdeel van de selectie die in 2023 derde werd op het Wereldkampioenschap. Later dat jaar won De Vilder het Europees kampioenschap, waarbij hij in de finale een doelpunt maakte in de met 2-1 gewonnen wedstrijd tegen Engeland.
Op 27 juli 2024 maakte De Vilder zijn olympisch debuut in een wedstrijd tegen de Zuid-Afrikaanse hockeyploeg tijdens de Olympische Zomerspelen in Parijs. Met zijn team veroverde De Vilder in de finale tegen Duitsland de gouden medaille.

## Erelijst
Nederlands team
- – Hockey Pro League 2021/22
- – Hockey Pro League 2022/23
- – Hockey Pro League 2023/24
- – Wereldkampioenschap 2023, Bhubaneswar en Rourkela
- – Europees kampioenschap 2023, Mönchengladbach
- – Olympische Zomerspelen 2024, Parijs
- – Hockey Pro League 2024/25
- – Europees kampioenschap 2025, Mönchengladbach

Hoofdklasse Nederland
- Landskampioen 2024 – Kampong